# Jezuitski kolegij v Ljubljani
Jezuitski kolegij v Ljubljani je bil ustanovljen leta 1597, razpuščen leta 1773 in obujen leta 2017 s sedežem na ljubljanskih Poljanah.
Ustanovitev kolegija je predstavljala prvo visokošolsko ustanovo na področju današnje Slovenije. Kolegij je nekoč deloval pri cerkvi sv. Jakoba, danes pa deluje pri cerkvi sv. Jožefa. Sedanji kolegij omogoča nastanitev za študente fakultet Univerze v Ljubljani, ponuja pa tudi razne oblike neformalnega izobraževanja.

## Zgodovina
Protestantska stanovska šola še ni opustila pouka, ko so v Ljubljano prišli jezuiti, 5. maja 1597 odprli svojo jezuitsko latinsko šolo in uvedli prve gimnazijske razrede. Vsako leto so vpeljali višji razred, dokler ni gimnazija v šolskem letu 1604/05 postala popolna. Imela je šest razredov, štiri gramatične in dva humanistična (poetika in retorika). V prvih dveh razredih so poučevali osnove latinskega jezika in prebirali lažja besedila, v tretjem letu so izpopolnjevali latinsko slovnico, brali Ciceronova pisma in začeli pouk grščine. V četrtem razredu so obdelali skladnjo, znanje latinščine je bilo že kar dobro. V razredu poetike so se učenci seznanjali z načeli govorništva, razred retorike pa je ob prebiranju zahtevnejših besedil izpopolnjeval znanje govorništva. Učni jezik je bila latinščina. Oba živa jezika, nemški in slovenski, sta ostala povsem v ozadju.
Kolegijsko poslopje, v katerem je bila tudi gimnazija, so jezuiti začeli graditi takoj po svojem prihodu v Ljubljano leta 1598, zgrajen pa je bil leta 1616. Skupaj s cerkvijo sv. Jakoba, ki je bila dokončana leta 1615, je predstavljal enoten kompleks dolžine okrog 60 m in širine okrog 47 m. Kolegij je bil v požaru leta 1774 uničen, ostala sta le cerkev in gimnazijsko poslopje, sedaj imenovano redutna stavba.
Leta 1600 so jezuiti ustanovili za potrebe šolanja tudi seminar, zanj so zbirali denar pri premožnih meščanih in cerkvenih ustanovah. Začel se je v skromnih prostorih, nato so ga razširili in kasneje zgradili nove bivalne sobe. Vanje so nastanili ubožne gimnazijce, ki niso zmogli stroškov v mestu in niso plačevali šolnine. Seminar pa je kaj kmalu ponudil bivanje in popolno oskrbo tudi gimnazijcem iz premožnih in plemiških družin. Sodeč po številu dijakov jih je v seminarju prebivala približno desetina.
V ljubljanski gimnaziji je pod vodstvom jezuitskega kolegija potekal pouk po pravilih jezuitskega šolskega sistema. Ratio atque institutio studiorum Societatis Jesu je bil natisnjen leta 1599 in je veljal v vseh državah Evrope in tudi drugje. To je bil temeljni vzgojni dokument, ki je z leti doživel nekaj sprememb, kot enotno pravilo pa je veljal za vse jezuitske gimnazije do razpustitve jezuitskega reda.
Ljubljanska jezuitska gimnazija je izobraževala učence, da so lahko nadaljevali študij filozofije in teologije na akademiji, to je na višješolski ravni, ki jo je ravno tako vodil jezuitski red in je z gimnazijo tvorila celoto. Po končanem dveletnem višjem študiju so morali učenci nadaljevati še eno leto v Gradcu ali na Dunaju, nato pa so se brez ovir vpisovali na evropske univerze. Višješolski študij na jezuitski akademiji v Ljubljani je imel le dve študijski smeri, to je filozofijo in teologijo, bil je tako predhodna stopnja za bodoče juriste in teologe.
V drugi polovici 18. stoletja, še posebno pod vladavino cesarice Marije Terezije Habsburške, se je monarhija pričela vpletati v učni program jezuitskih gimnazij. Zahtevala je pouk v nemščini in naravoslovne predmete, kajti oboje je bilo nujno za boljše delovanje države in za njen hitrejši gospodarski napredek.
V navodilih dvorne komisije iz leta 1764 je bil z naslovom Instructio pro Scholis humanioribus, Distributio Classium, et de munere Professorum točno določen učni načrt za vsakega od šestih razredov gimnazije ter skupni načrt za pouk verouka. V navodilih so predpisali, da je nemščina nujno znanje, učenci retorike in poetike pa naj bodo deležni nagrad, vsi gimnazijci skupaj tudi javne objave ob slovesni razglasitvi najboljših. Dosežene spremembe so bile bolj navidezne kot vsebinske. Pritisk monarhije ni bil tolikšen, da bi se jezuitska gimnazija hitro preobrazila iz latinske v šolo s predmetnim poukom, kot so ga narekovale potrebe po naravoslovni izobrazbi in poglobljenem znanju humanistike.
Izraz gimnazija se je le počasi uveljavil kot ime za srednjo šolo, ki ima svoje mesto med osnovno šolo na eni in visoko šolo na drugi strani. Tudi visoko šolo so v Ljubljano prinesli jezuiti, v 17. stoletju s predavanji iz moralne teologije, v začeku 18. stoletja pa s poukom filozofije. Vendar to ni bila univerza, ampak le priprava nanjo – za teološki in filozofski študij te vrste se je uveljavil izraz licej.
Od leta 1762 je deželno glavarstvo Vojvodine Kranjske pisalo sezname dijakov Catalogus et Informatio de inferioribus classibus Gymnasii Labacensis. V katalog so pod razširjenim naslovom vključili tudi tiste, ki so nadaljevali študij na višješolski stopnji. Poleg tega je od deželne uprave pooblaščena tiskarna vsako leto natisnila še zvežčič z imeni dijakov, nagrajenih za najboljše šolske uspehe. Posebej so bila natisnjena imena študirajočih na višješolski stopnji, ki so končali študij ali pripravili pismene naloge iz fizike, filozofije in podobnega. Objave so bili deležni tudi tisti gimnazijci, ki so sestavili latinske traktate na priložnostno temo, se pomerili v govorništvu ali tekmovali v lepopisju. Seznam gimnazijcev jezuitske gimnazije je tako postal javen dokument, ki je prinesel gimnaziji naslov Archiducale Gymnasium Labacense, bila pa je del Archiducalis Academia Collegii Societatis Jesu.
S papeško bulo papeža Klementa XIV. Dominus ac Redemtor Noster z dne 21. julija 1773 je bil jezuitski red razpuščen. Cesarica Marija Terezija se je s svojim dekretom septembra istega leta pridružila drugim evropskim državam, ki so si ravno tako prisvojile premoženje in ustanove jezuitskega reda, jezuitska gimnazija je po 176 letih prešla v državne roke. Gimnazija je kot Archiducale Gymnasium Labacense in kot del Archiducalis Academia Labacensis nadaljevala pouk z istimi profesorji in po istem učnem programu, ki je doživel spremembe šele v naslednjem desetletju.
Slovenska provinca Družbe Jezusove je leta 2017 obudila ljubljanski jezuitski kolegij, toda z nekoliko prenovljenim konceptom. Ustanova tako še vedno sledi jezuitskem načinu izobraževanja, a ne ponuja več formalno akreditiranega izobraževanja. Izobraževanje, ki ga ponuja širši skupnosti mladih, je organizirano v neformalne izobraževalne module, programe, skupine in druge dejavnosti. Kolegij prav tako nudi podporo pri soočanju z izzivi sodobnega časa, spodbuja mednarodne izkušnje, promovira in uresničuje koncept vzajemnega služenja in ter organizira prostovoljske aktivnosti.

## Rektorji
- seznam rektorjev Jezuitskega kolegija v Ljubljani

## Študentje
- Janez Vajkard Valvazor